# Ластовецкий, Эдуард Антонович
Эдуард Антонович Ластовецкий (1884 — ?) — капитан 16-го стрелкового полка, герой Первой мировой войны, участник Белого движения.

## Биография
Из мещан. Уроженец Подольской губернии. Среднее образование получил в коммерческом училище, где окончил семь классов.
В 1909 году окончил Санкт-Петербургское пехотное юнкерское училище, откуда выпущен был подпоручиком в 48-й пехотный Одесский полк. 29 декабря 1909 года переведен в 16-й стрелковый полк. Произведён в поручики 25 ноября 1913 года.
В Первую мировую войну вступил в рядах 16-го стрелкового полка. Удостоен ордена Св. Георгия 4-й степени
За то, что в бою 12 августа 1914 года у с. Бертники, сам стреляя из пулемета и управляя огнем остальных пулеметов, подавил ружейный и пулеметный огонь противника, чем способствовал штурму укрепленной позиции противника.
Произведён в штабс-капитаны 22 января 1915 года «за отличия в делах против неприятеля», в капитаны — 19 марта 1916 года.
В Гражданскую войну участвовал в Белом движении. В Вооруженных силах Юга России состоял в управлении дежурного генерала штаба Главнокомандующего, в Русской армии — в отделе дежурного генерала штаба Главнокомандующего. Произведен в полковники 21 марта 1919 года. Эвакуировался из Крыма в Катарро на корабле «Истерн-Виктор».
В эмиграции в Югославии. Состоял членом Общества кавалеров ордена Св. Георгия. Дальнейшая судьба неизвестна.

## Награды
- Орден Святого Георгия (ВП 13.01.1915)